# Cazalilla
Cazalilla è un comune spagnolo di 801 abitanti situato nella comunità autonoma dell'Andalusia, provincia di Jaén, comarca di Campiña de Jaén.

## Geografia fisica
Il Guadalquivir segna per un breve tratto il confine settentrionale del comune.